# Edward von Steinle
Pour les articles homonymes, voir Steinle.
Edward Jakob ou Eduard von Steinle (né le 2 juillet 1810 à Vienne, mort le 19 septembre 1886 à Francfort-sur-le-Main) est un peintre austro-allemand.

## Biographie
Steinle est élève de l'académie des beaux-arts de Vienne puis de Leopold Kupelwieser. En 1828, il va à Rome où il rejoint Johann Friedrich Overbeck et Philipp Veit. Il revient en 1834 et fait de séjours à Munich pour apprendre la technique de la fresque auprès de Peter von Cornelius et à Francfort comme professeur de l'École Städel.

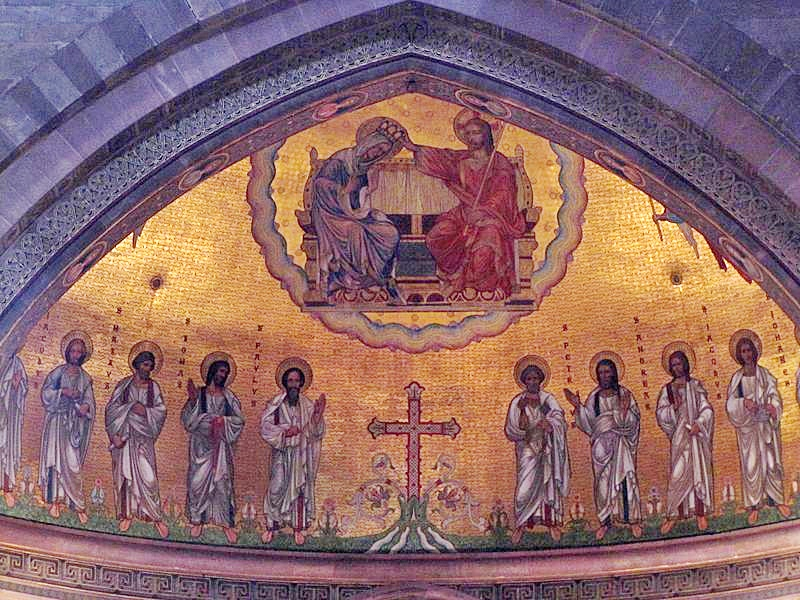
Le Couronnement de Marie, cathédrale de Strasbourg

En 1838, il fait ses premières fresques pour le château de Rheineck, propriété d'Moritz August von Bethmann-Hollweg. Il commence le chœur des anges dans le chœur de la cathédrale de Cologne. En 1844, il peint le Jugement de Salomon pour la salle impériale à Francfort-sur-le-Main. En 1857, il décore l'église Saint-Gilles de Münster (de). De 1860 à 1863, il s'inspire de la culture rhénane pour les escaliers du Wallraf-Richartz Museum.
En 1865 et 1866, il peint les sept chapelles latérales de la collégiale Sainte-Marie d'Aix-la-Chapelle (de). En 1875, il reproduit la décoration du chœur de Münster dans la cathédrale Notre-Dame de Strasbourg. En 1880, en compagnie de l'architecte et peintre de vitrail Alexander Linnemann (de), il conçoit la décoration de l'intérieur de la collégiale Saint-Barthélemy de Francfort.
Vers cette même époque, il a vécu dans la résidence de Peter Burnitz à Francfort.

## Œuvre
Steinle crée également un grand nombre de tableaux de chevalet principalement religieux, mais aussi des portraits et des peintures de genre d'inspiration romantique, de Clemens Brentano.
- Jacob lutte avec l'ange, huile sur toile, 26 × 30 cm, Collection particulière, vente 2019[3]